# L'Homme
L'Homme è una rivista scientifica francese di antropologia culturale, fondata nel 1961 da Émile Benveniste, Pierre Gourou e Claude Lévi-Strauss presso l'École pratique des hautes études..
La rivista è riconosciuta a livello internazionale, è stata selezionata dall'Institute for Scientific Information. La rivista pubblica in diverse aree culturali del mondo. A partire dagli anni '90 la rivista si è interessata su aree o campi insoliti e nuovi fra i quali: la letteratura, il jazz, il cinema, la fotografia, la narrativa, il canto popolare.